# لاک‌پشت و خرگوش
لاک‌پشت و خرگوش (انگلیسی: The Tortoise and the Hare) انیمیشن کوتاهی از مجموعه انیمیشن‌های سمفونی احمقانه به کارگردانی ویلفرد جکسون می‌باشد و در کمپانی والت دیزنی تولید و در سال ۱۹۳۵ عرضه شد.
این اثر توانست جایزه اسکار بهترین انیمیشن کوتاه در سال ۱۹۳۴ را از آن خود کند.
همچنین این کارتون الهام بخش ساخت باگز بانی در دهه چهل میلادی بود.